# Siniša Ubiparipović
Siniša Ubiparipović (Zenica, 25 agosto 1983) è un ex calciatore bosniaco, di ruolo centrocampista.

## Carriera

### Club
È arrivato negli Stati Uniti nel 1999, dopo che la sua famiglia era fuggita da Belgrado, per evitare la guerra in Bosnia.
Ubiparipović ha cominciato la carriera nell'Università di Chicago, nel 2002, prima di passare a quella di Akron, dove è rimasto dal 2004 al 2006. Proprio ad Akron, gli è stato assegnato il premio NSCAA All-American nel 2005 e nel 2006. Ha poi giocato per i Cleveland Internationals e il Chicago Fire Premier. Ha giocato anche per i Minnesota Thunder, anche se per una sola gara, in cui è riuscito ad andare perfino in rete.
Ubiparipović è stato selezionato dai Red Bulls nel terzo turno del SuperDraft 2007. Nella sua prima stagione, ha giocato in dodici incontri, sia durante il campionato che nei play-off. Ha poi iniziato il campionato 2008 da titolare, nel centrocampo dei Red Bulls. Ha avuto una stagione di alti e bassi, come il suo team, ed ha anche perso il posto. I Red Bulls si sono qualificati solo all'ultima giornata per i play-off e Ubiparipović è stato sorprendentemente inserito nella sfida contro i campioni in carica dello Houston Dynamo. Il bosniaco ha aiutato la sua squadra a superare, a sorpresa, i texani e ha anche segnato una rete.
A fine stagione 2017 annuncia il proprio ritiro dal calcio.

## Palmarès

### Competizioni Nazionali
- Canadian Championship: 1

Montréal Impact: 2013